# Violotta
Die Violotta ist eine Tenor-Viola, welche von dem deutschen Geigenbauer Alfred Stelzner erfunden wurde. Sie wurde im Jahre 1891 zum Patent angemeldet.
Die Stimmung ist eine Oktave tiefer als die Violine, nämlich G d a e'. Sie wurde nur sehr selten von den Komponisten vorgeschrieben.
Zu den betreffenden Werken gehören das Streichquintett A-Dur (WoO 25) von Felix Draeseke, Streichsextette von Arnold Krug (D-Dur, op. 68), Eduard Behm (beide verwenden außerdem noch das ebenfalls von Stelzner erfundene Cellone) und Theodor Streicher (F-Dur) sowie die Oper "Der Pfeifertag" von Max von Schillings.